# Copa Constitució 2010
La Copa Constitució 2010 fue la 18.ª edición de la Copa Constitució. El torneo comenzó el 17 de enero de 2010 y finalizó el 16 de mayo del mismo año. El equipo campeón garantizó un cupo en la segunda ronda previa de la Liga Europa 2010-11.
Sant Julià conquistó su 2º título tras ganar en la final al UE Santa Coloma por un marcador de 1-0.

## Primera ronda
Los partidos de la primera ronda se jugaron el 17 de enero de 2010.
| Equipo 1        | Resultado | Equipo 2                  |
| --------------- | --------- | ------------------------- |
| Jenlai          | 5–1       | Penya Encarnada d'Andorra |
| Lusitanos B     | 2–1       | FC Rànger's               |
| Atlètic América | 1–3       | Casa Estrella del Benfica |
| Principat B     | 1–9       | Extremenya                |

## Segunda ronda
Los partidos de segunda ronda se jugaron el 24 de enero de 2010.
| Equipo 1                  | Resultado | Equipo 2              |
| ------------------------- | --------- | --------------------- |
| Jenlai                    | 1–2       | Engordany             |
| Lusitanos B               | 0–4       | Lusitanos             |
| Casa Estrella del Benfica | 0–2       | Inter Club d'Escaldes |
| Extremenya                | 2–1       | Encamp                |

## Cuartos de final
Los partidos de ida se jugaron el 11 de abril de 2010, mientras que los partidos de vuelta se jugaron el 18 de abril de 2010.
| Equipo 1              | Agr. | Equipo 2        | Ida | Vuelta |
| --------------------- | ---- | --------------- | --- | ------ |
| UE Engordany          | 0–13 | UE Sant Julià   | 0–5 | 0–8    |
| Lusitanos             | 7–1  | FC Santa Coloma | 6–0 | 1–1    |
| Inter Club d'Escaldes | 3–4  | UE Santa Coloma | 3–0 | 0–4    |
| Extremenya            | 0–5  | Principat       | 0–2 | 0–3    |

## Semifinales
Los partidos de ida se jugaron el 25 de abril de 2010, mientras que los partidos de vuelta se jugaron el 9 de mayo de 2010.
| Equipo 1        | Agr. | Equipo 2  | Ida | Vuelta |
| --------------- | ---- | --------- | --- | ------ |
| UE Sant Julià   | 3–0  | Lusitanos | 1–0 | 2–0    |
| UE Santa Coloma | 5–4  | Principat | 3–1 | 2–3    |

## Final
| 15 de mayo de 2010 | UE Sant Julià | 1:0 | UE Santa Coloma | Camp d'Esports d'Aixovall, Aixovall |  |

| Campeón: UE Sant Julià 2º título |